# Municipio de Wabash (Illinois)
El municipio de Wabash (en inglés: Wabash Township) es un municipio ubicado en el condado de Clark en el estado estadounidense de Illinois. En el año 2010 tenía una población de 2257 habitantes y una densidad poblacional de 11,92 personas por km².

## Geografía
El municipio de Wabash se encuentra ubicado en las coordenadas 39°24′35″N 87°36′16″O / 39.40972, -87.60444. Según la Oficina del Censo de los Estados Unidos, el municipio tiene una superficie total de 189.42 km², de la cual 189.06 km² corresponden a tierra firme y (0.19%) 0.36 km² es agua.

## Demografía
Según el censo de 2010, había 2257 personas residiendo en el municipio de Wabash. La densidad de población era de 11,92 hab./km². De los 2257 habitantes, el municipio de Wabash estaba compuesto por el 97.65% blancos, el 0.04% eran afroamericanos, el 0.09% eran amerindios, el 0.62% eran asiáticos, el 0.04% eran isleños del Pacífico, el 0.4% eran de otras razas y el 1.15% pertenecían a dos o más razas. Del total de la población el 1.46% eran hispanos o latinos de cualquier raza.